# Tanguiéta
Tanguiéta – miasto w północno-zachodnim Beninie, w departamencie Atakora. Położone jest około 460 km na północny zachód od stolicy kraju, Porto-Novo. W spisie ludności z 11 maja 2013 roku liczyło 27 094 mieszkańców. 
Na północ od miasta położony jest Park Narodowy Pendjari.